# スペイキャスト

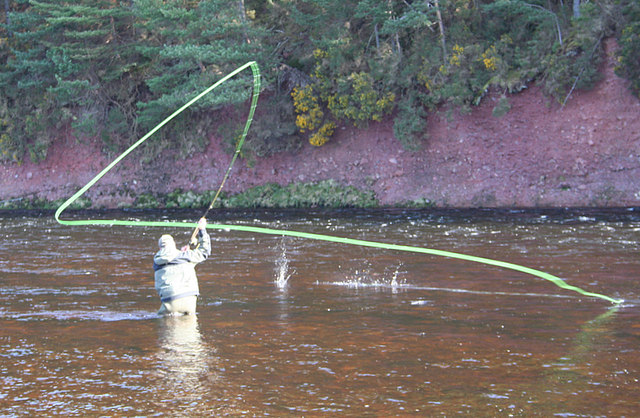
スペイキャスト

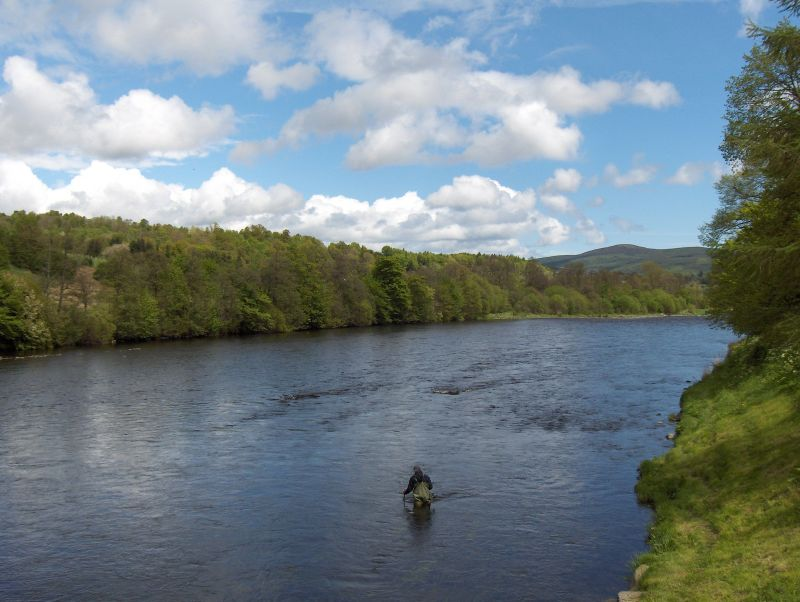
スペイ川

スペイキャスト (Spey casting) はフライフィッシングにおけるフライキャスティング方法のひとつ。水面にラインの一部を付けて行う。起源はスコットランドのスペイ川とされている。さらに世界各地の釣り場で独自の発達を遂げたスペイキャストが存在する。

## スペイキャストの動作
下流に伸びたラインを持ち上げる「リフト」、後方へロッドを払いながらキャストする方向の転換「スイープ」。一旦ラインの先端を前方の水面に付け「アンカーを打つ」、付くと同時に前方へキャストする(フォワードキャスト)というのがこのキャストの基本の動きとなる。後方にスペイキャスト独特のＤの字状のループ（Dループ）ができる。このＤループの幅が大きいほどエネルギーを蓄え、より遠くへラインを飛ばす事ができる。

## スペイキャストの起こり

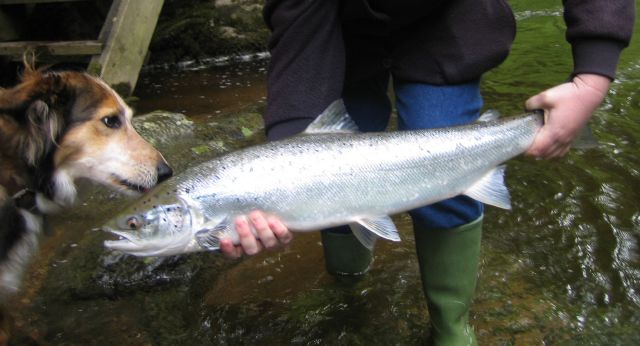
アトランティックサーモン

スコットランドのスペイ川周辺で生まれた。スペイ川の中・上流域はアトランティックサーモンの優良な漁場であるが、速く浅い流れのためボートが使えなかった。そこで切り立った岸際からでもキャスティングを可能とするため、地元の釣り人達によって必然的に生み出されたのであった。使用するラインはフロントテーパー、ベリー部ともに長いフルラインが主体である。

## さまざまなスペイキャスト

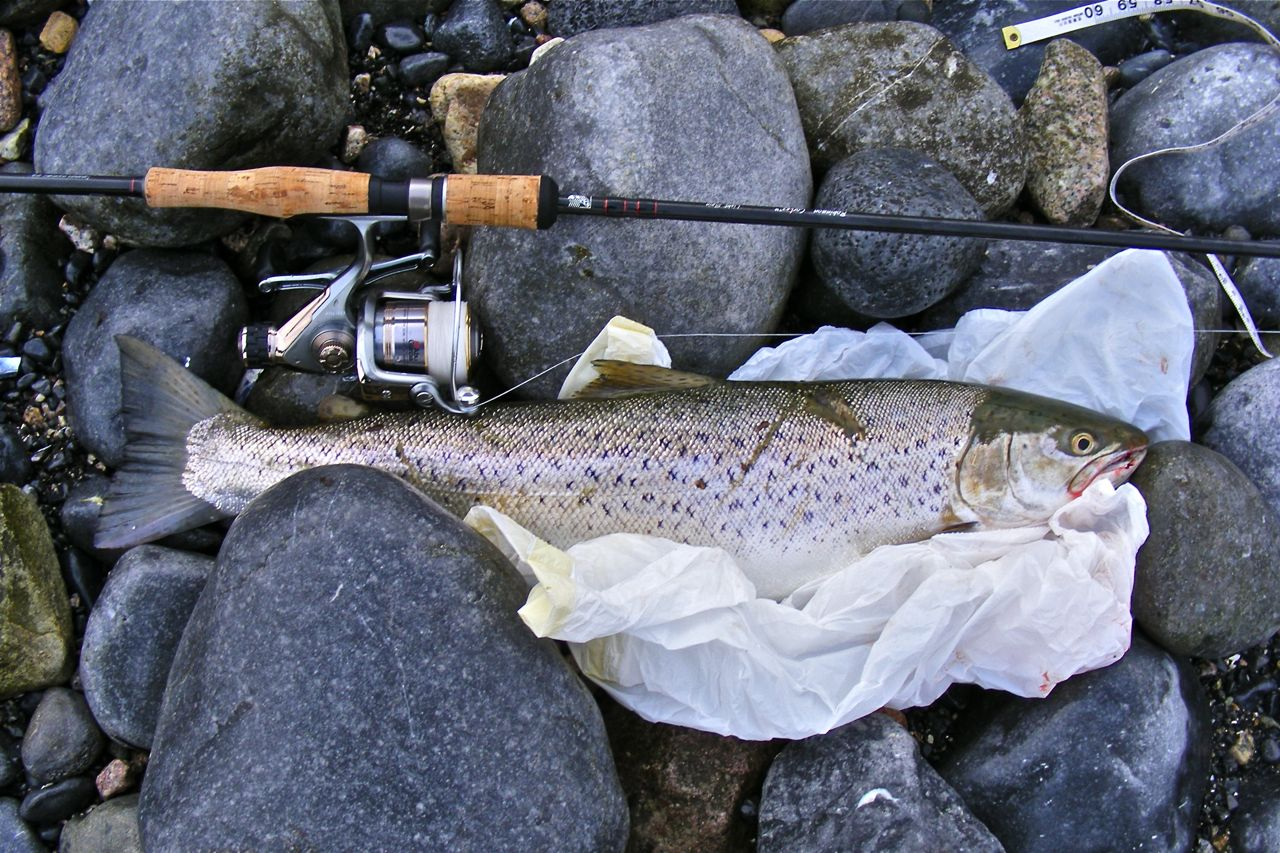
シートラウト

### スカンジナビアンスペイ
スウェーデンなどの北欧地域では、スペイキャストから独自の進化を遂げたこのスタイルのフライキャスティングが盛んだ。<アンダーハンドキャスト>とも呼ばれるこの方法は、ロッドを振る際にアンダーハンド＝下手（2ハンドロッドではグリップエンド側、シングルハンドではラインハンド側）をメインに力を加える事で、非常にコンパクトな動きで力強いタイトループを生み出す事が特徴である。さらにアンカーも長く取ったリーダー＋ティペット部のみの使用を基本とするため水面を荒らす事がなく、魚を驚かさずに釣りをする事が可能である。対象魚はスコットランドと同じくアトランティックサーモンの他、ブラウントラウトの降海型(スモルト)であるシートラウトなども好まれる。使用するラインのタイプは長いフロントテーパーを持つリア重心のシューティングヘッドが主体となる。このスタイルのキャストを行う上では、<シューティングヘッド>、<ランニングライン>、<リーダー＋フライ>の3者のパワーバランスが練習よりも何よりも重要だと、日本におけるアンダーハンドキャストの第一人者・近藤(2009)は語る。推進力となるヘッドが<軽くて繊細>なら、抵抗となるランニングは<より細く抵抗の少ない物>にしたり、ヘッドが<水面での抵抗が大きい高シンクレート>の物なら、抵抗となるリーダーは<より短く抵抗の少ない物>にしたりといった具合である。さらに近藤は、アンダーハンドキャストはロッドのローディングがDループの上半分の重量でほとんどまかなわれているため、「アンダーハンドでロッドを曲げてシュートする原理は、きわめてオーバーヘッド的」と述べており、このあたりもこのスタイルの大きな特徴と言える。

### スカジット

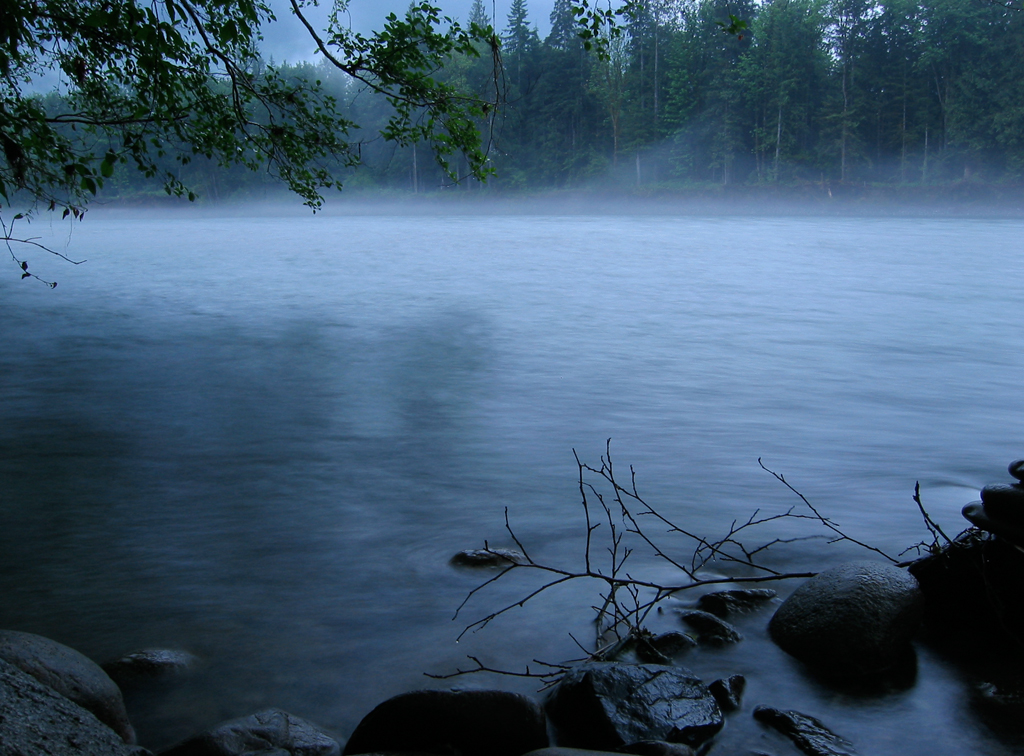
霧が立ち込めるスカジット川

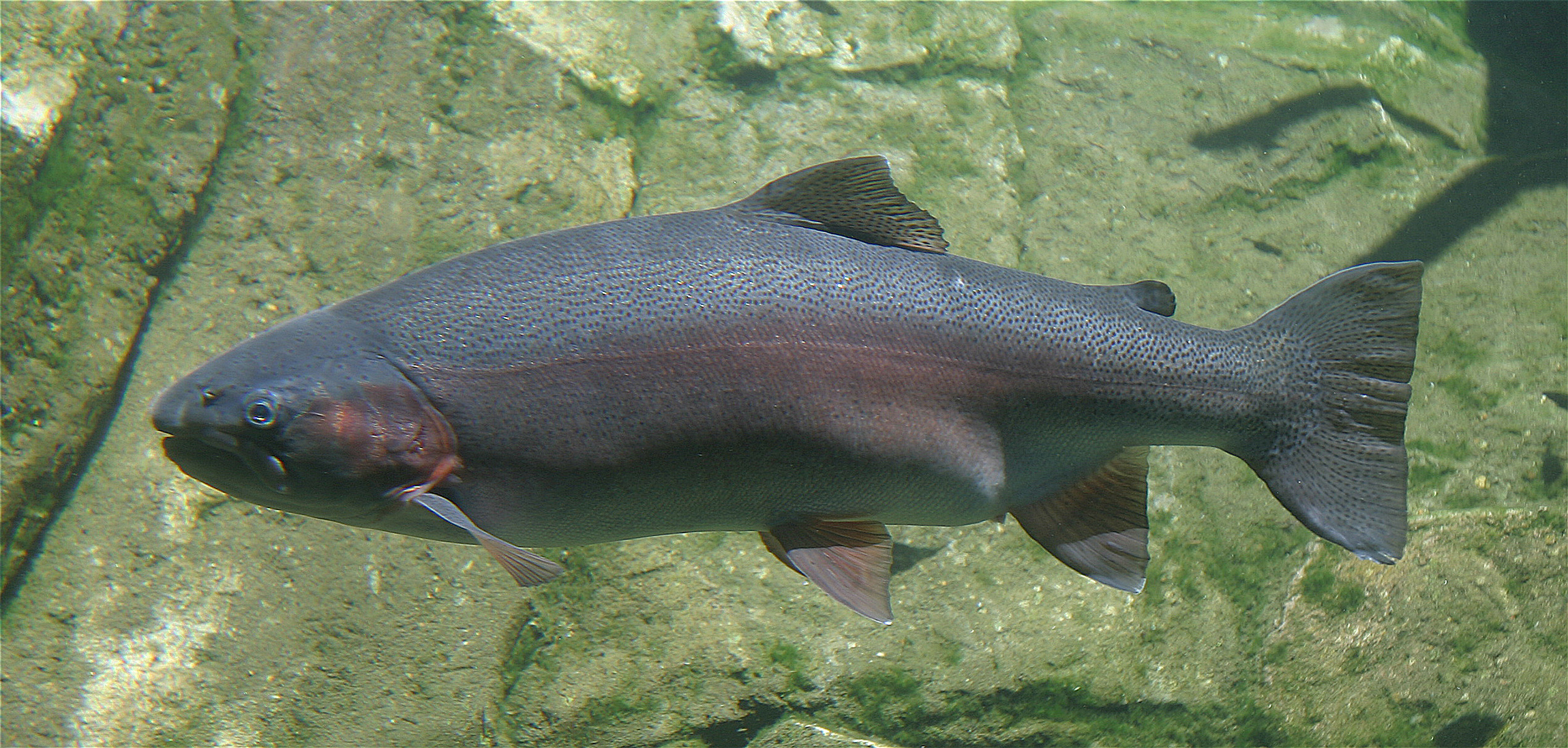
スティールヘッド

アメリカでは、ワシントン州スカジット川周辺でニジマスの降海型であるスティールヘッドを効率的に釣るために、「スカジットキャスト」と呼ばれる方法が生み出された。非常に水の押しが強く水深もあるこの川では、魚の目前にフライを届けるため速く沈むシンキングラインと重たいフライが必要不可欠となるが、そのような組み合わせは通常のラインシステムやキャスティング方法では扱いづらい事この上なかった。これを改善するため、ラインを先端のみ素早く沈むシンクティップ仕様とし、ボディと呼ばれるラインの本体部は、オーバーヘッドで投げるには明らかに重すぎるような極太かつ短いフローティングラインとする。スカジットキャストの開拓に携わったメンバーのうち、主要人物であるワード(2012)は、このティップとボディを合わせた全長は使用するロッドの2.75～3倍の長さに設定し、なおかつティップ部は約10フィートにすると最も扱いやすいとしている。このシステムで流れや風を考慮して様々な場所にアンカーを打ったのちライン全てを一旦水に付ける。そして水面からラインを引き剥がす抵抗で竿を曲げると同時に後方へループを作り、前方へ打ち出す。安全に重たいフライを投げられる事に加え他のスタイルに比べて習得しやすく、非常に合理的なキャスト方法である。

### その他のスタイル
上記のキャスティング方法以外に、その他の一部地域のみで使われているような方法を加えると、枚挙にいとまがない。ニュージーランドのトンガリロ川でヘビーニンフを投げるため発達した<トンガリロ・ロール>、日本の湖でかつて流行したシューティングヘッドでスペイをする「シューティングスペイ」、そのシューティングスペイを進化させ、テーパー部のみで構成された軽めのデルタ形状ヘッドを使用し、止水域における水面へのインパクト
の減少を試みた「デルタシューティング・メソッド」などがある。